# جرادة (إدلب)
جرادة قرية سورية تتبع ناحية مركز معرة النعمان في منطقة معرة النعمان في محافظة إدلب. بلغ عدد سكانها 837 نسمة في عام 2004 حسب إحصاء المكتب المركزي للإحصاء.